# 富士山プロダクト
富士山プロダクト（ふじさんプロダクト）は、富士山や山梨県に関連した商品の開発・販売を行い、地方創生を図ることを目的としている団体である。

## 概要
2016年から2018年に山梨県の指定管理事業者として、富士観光開発株式会社と株式会社フォネットにてジョイントベンチャーにて指定管理施設の運営を開始。その運営の中で、富士山をモチーフに企画開発した“青い富士山カレー”という商品を開発。
指定管理事業者の更新終了後、2019年4月より株式会社フォネット内に“富士山プロダクト”を事業部として設立。

## 製品
主力商品は、富士山に特化したもの。
- 青い富士山カレー
- 赤い富士山カレー
- 青い富士山カレーパン（カレーパングランプリ 2021東日本焼きカレーパン部門最高金賞受賞）
- 赤い富士山カレーパン
- 青い富士山クリームソーダ
- 青い富士山ビール

## 開発
山梨県内の飲食店等の料理メニューの開発を行っている。
- デカ盛りグルメメニュー開発
- 激辛グルメメニュー開発
- 発酵食品商品開発販売
- 新規事業開発

## コラボ企画商品
ゆるキャン△
ゆるキャン△ショートアニメへやキャン△に登場したふじさんセンター（山梨県立富士山世界遺産センター）にて野クル3人が食べた富士山カレーのモデルとなったメニューをコラボレーション。青い富士山カレーをへやキャン△パッケージで商品化。2021年8月28日より『ゆるキャン△×青い富士山カレーコラボレトルトカレー 限定パッケージ』を販売。
ポケモン
ポケモンにてポッチャマを応援するプロジェクト『プロジェクトポッチャマ』とのコラボレーション。青い富士山カレーをポッチャマパッケージで商品化。2021年12月18日より『プロジェクトポッチャマ・青い富士山カレー』を販売。
ローソン
食品製造メーカーの安曇野食品工房と提携し、ローソン限定の清涼飲料『富士山ドリンク』を数量限定にて2021年12月28日より販売。